# Izayoi no tsuki (ścieżka dźwiękowa)
Izayoi no tsuki (jap. 十六夜の月) – ścieżka dźwiękowa do książki o tej samej nazwie napisanej przez Minako (jap. 水無湖), nagrana przez japońskiego gitarzystę i kompozytora Köziego i wydana 13 grudnia 2002 nakładem wytwórni Media Factory.
Minako śpiewa w utworach „Akatsuki tsukiyo” (jap. 暁月夜) oraz „Kaikō” (jap. 邂逅).

## Lista utworów
Opracowano na podstawie materiału źródłowego:
1. „Kakera” (jap. 欠片)
2. „Izayoi no tsuki” (jap. 十六夜の月)
3. „Zashikirō” (jap. 座敷牢)
4. „Misemono koya” (jap. 見世物小屋)
5. „Tsukiyo” (jap. 月夜)
6. „Hōmonsha” (jap. 訪問者)
7. „Akatsuki tsukiyo” (jap. 暁月夜)
8. „Mawaru wa ~ kioku” (jap. 廻る輪～記憶)
9. „Genmu” (jap. 幻夢)
10. „Kaikō” (jap. 邂逅)
11. „Kaikō” (jap. 邂逅) – wersja instrumentalna; ukryty utwór